# Jan Chryzostom Żelski
Jan Chryzostom Żelski herbu Ogończyk (ur. ok. 1705, zm. po 1748) – podkomorzy wendeński, komendant zamojski.
W dniu 27 lipca 1735 roku uzyskał nominację na podkomorzego wendeńskiego, był również komendantem Twierdzy Zamojskiej.
Był dziedzicem m.in. Nielisza w pow. zamojskim, gdzie w 1748 roku zbudował kościół drewniany pw. św. Wojciecha.
Żonaty z Barbarą Geschawówną herbu wł., córką Tomasza Ernesta Antoniego, podkomorzego derpskiego i Ewy Ossolińskiej herbu Topór, łowczanki podlaskiej  z którą pozostawił potomstwo.